# Beddingham
Beddingham är en ort och civil parish i Storbritannien.   Den ligger i grevskapet East Sussex och riksdelen England, i den södra delen av landet, 70 km söder om huvudstaden London. Beddingham ligger 7 meter över havet och antalet invånare är 286.
Terrängen runt Beddingham är huvudsakligen platt, men åt nordväst är den kuperad.Runt Beddingham är det ganska tätbefolkat, med 172 invånare per kvadratkilometer. Närmaste större samhälle är Brighton, 13,6 km väster om Beddingham. Trakten runt Beddingham består till största delen av jordbruksmark.